# Roberto Armendáriz
Roberto Armendáriz Pascual más conocido como Roberto Armendáriz (Noáin, Navarra, 16 de julio de 1985) es un rejoneador español.

## Biografía
Tomó la alternativa de manos de Pablo Hermoso de Mendoza el 27 de septiembre de 2008, en la plaza de toros de Logroño durante la feria de San Mateo y Sergio Domínguez fue testigo. Entre sus triunfos, señalar que en 2011 salió a hombros de la plaza de toros de Pamplona junto a Pablo Hermoso de Mendoza con toros de San Mateo. En la Feria del Pilar de 2012 salió por la puerta grande de La Misericordia por las faenas a toros de Murube. En 2017 sufrió un grave accidente de coche y reapareció en San Fermín ese año, saliendo a hombros junto a Leonardo Hernández, con toros de San Pelayo.
En el año 2019 confirmó la alternativa en la plaza de toros de Las Ventas de Madrid, dentro de la feria de San Isidro siendo su padrino el rejoneador Raúl Martín Burgos y testigos Rui Fernandes, Joao Moura hijo y Mario Pérez Langa. Lidió un toro de Los Espartales llamado Europeo. En la actualidad es uno de los rejoneadores habituales en ferias del toro de relevancia nacional como San Fermín.